# François Lefèvre de Caumartin
Pour les articles homonymes, voir Le Fèvre et Caumartin.
Pour les autres membres de la famille, voir Famille Le Fèvre de Caumartin.
François Lefèvre de Caumartin, né à Amiens au XVIe siècle et mort dans la même ville le 27 novembre 1652, est un prélat français du XVIIe siècle.

## Biographie
Il est le fils de Louis Lefebvre, seigneur de Caumartin, garde des Sceaux, et de Marie Miron.

### Carrière ecclésiastique
Lefèvre est abbé de Saint-Quentin en l'Isle, et chanoine  du chapitre de la collégiale de Saint-Quentin en Picardie, lorsque Louis XIII, le désigne pour être évêque d'Amiens du vivant de son prédécesseur. Le pape Paul V, le fait évêque d' Hiéropolis. Après la mort de Geoffroy de la Marthonie, il revient à Paris, muni de ses bulles, et y fut sacré évêque d'Amiens en mai 1618.
Le 29 octobre 1621, il est élu doyen du chapitre de la collégiale de Saint-Quentin par les chanoines, contre le candidat du roi Jean-Arnoul de Boulongne. Il le reste jusqu'en 1631, année où il choisit de se démettre.
Lors d'une visite dans son diocèse, étant à Montreuil, il est violemment insulté et maltraité par les habitants de cette ville, pour avoir furtivement enlevé quelques ossements de saint Wulphy, dont il voulait faire présent à son église cathédrale, pour satisfaire la dévotion des habitants d'Amiens. L'évêque s'en plaint et par sentence du 3 août 1634, six individus de Montreuil sont condamnés et pendus en effigie. De Caumartin fait commuer le tout en une amende de 1 600 livres.

### Carrière politique
Ce prélat est député à l'assemblée du clergé, tenue à Paris au mois de mai 1635.
Deux ex-jésuites, Jean Labadio et André Dabillon abusent de la permission que ce prélat leur a donnée de prêcher dans son diocèse et sèment de graves erreurs en matière dogmatique, dont le scandale force l'autorité à les en chasser.
Il meurt à Amiens, le 27 novembre 1652, son cœur est transporté au carmel d'Abbeville et son corps est inhumé dans la chapelle Saint-Jean-Baptiste de la cathédrale Notre-Dame d'Amiens.